# Tang Dezong

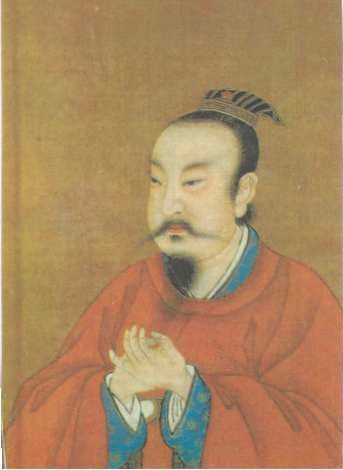
Tang Dezong

Tang Dezong (* 742; † 805) war in den Jahren 779 bis 805 Kaiser der chinesischen Tang-Dynastie.
Prinz Li Shi war der Sohn des Kaisers Daizong. Nach dem Tod seines Vaters wurde er im Alter von 37 Jahren im Jahr 779 unter dem Tempelnamen Tang Dezong Kaiser von China.
Um Geld für Feldzüge gegen die regionalen Militärmachthaber vor allem im Nordosten des Reiches zu gewinnen, die sich während der An-Shi-Rebellion in den 750er und 760er Jahren zu quasi selbstständigen Herrschern entwickelt hatten, führte Dezongs Kanzler Yang Yan eine Finanzreform durch. Diese (unter dem Namen Doppel-Steuer-System bekannt gewordene) schaffte alle Sondersteuern und -abgaben ab und führte stattdessen eine Grundsteuer für Besitzende ein. Deren Höhe musste mit den Machthabern vor Ort abgesprochen werden, was dazu führte, dass ein Großteil der Provinzen des Reiches keine Steuern zahlte. 70 % der Staatseinnahmen hingen an acht Provinzen am mittleren und unteren Jangtsekiang.
Der Kaiser war in dieser Zeit der geschwächten Zentralmacht dazu gezwungen, die Söhne der regionalen Militärmachthaber nach dem Tod ihrer Väter in deren Ämter einzusetzen, wodurch die Späte Tangzeit einen politischen Charakter gewann, den man auch als nahezu feudal bezeichnet hat. Als Dezong nach dem Tod des Statthalters von Chengde dessen Sohn die Einsetzung in seines Vaters Posten verweigerte, brach Mitte 781 der Krieg zwischen Kaiser und Provinzstatthaltern aus. Zu Beginn des Krieges kam es zu Erfolgen der kaiserlichen Truppen, doch dann führte die schlechte Situation der Staatsfinanzen zu Meutereien unter den Truppen und zur Flucht von Staatsbeamten.
Im Jahre 782 schloss sich der Gouverneur von Huaixi den Rebellen an und unterbrach den Kaiserkanal in der Gegend von Xuzhou. Daraufhin wurden die Lebensmittel in der Hauptstadt Chang’an knapp. Die schlecht versorgten Truppen erhoben ihren Anführer Zhu Ci zum Kaiser. Dezong floh in den Nordwesten, wo der Hof in einer Grenzstadt neu aufgebaut wurde. Der Kaiser nahm nun den Hanlin Akademiker Lu Zhi in seine engere Umgebung auf, der sich zuvor bereits durch gute Leistungen hervorgehoben hatte. Auf Lu Zhis Vorschlag schloss der Kaiser 786 mit den nordöstlichen Kriegsherren einen Kompromissfrieden, der sie in ihrer autonomen Stellung beließ. Nun konnten die kaiserlichen Truppen gegen den Usurpator Zhu Ci vorgehen.
Die Forschung sieht als Gründe für das Scheitern der Feldzüge Dezongs auch, dass die Bevölkerung der einzelnen Provinzen größtenteils hinter den Militärmachthabern stand.
Der Krieg gegen die Militärmachthaber im Nordosten bot den Tibetern die Gelegenheit zu weiterem Vordringen auf das Reichsgebiet. Erstmals größere tibetische Eroberungen in China hatte es zur Zeit der An-Shi-Rebellion gegeben. Gegen Ende der 780er Jahre beherrschten die Tibeter große Teile des Gansu-Korridors. Der Kanzler Li Mi schlug zu dieser Zeit ein Bündnis mit den Uighuren und sogar mit den Abbasiden in Bagdad vor. Die große Entfernung zwischen China und dem Nahen Osten machte aber Verhandlungen unmöglich.
Die späten 780er Jahre markieren einen Wendepunkt in der Regierung Dezongs und auch in der Verfassung der Späten Tang-Periode. Die Regierung ging hauptsächlich an die engen Vertrauten des Kaisers (den sogenannten Inneren Hof) über. Darunter befanden sich vor allem Eunuchen und Mitglieder der Hanlin-Akademie. Dezong behielt aber weiterhin Einfluss auf die Regierung. Das Problem war nur, dass nun die Günstlinge des Kaisers mit der regulären Verwaltung, den Ministerien, in Konflikt gerieten.
In der letzten Phase seiner Regierung wirkte der verrufene Pei Yanling in der Finanzpolitik des Kaisers. Lu Zhi und weitere Beamte wurden in die Verbannung geschickt. Die konfuzianische Geschichtsschreibung hat Dezong insbesondere wegen dieser Maßnahmen stark verurteilt. In der Geschichtsschreibung wurde er zu einem der schlechten Herrscher Chinas, der dem Land auch durch die Etablierung der Eunuchenmacht geschadet hätte.